# Christoph Jakob Trew
Christoph Jakob Trew (* 26 de abril de 1695 , Lauf an der Pegnitz - 18 de julio de 1769 , Núremberg) fue un médico y un botánico alemán.
Este rico médico de Núremberg reunió planchas ilustradas por varios artistas en varias colecciones.
Publicó Plantae Selectae en 1750, Plantae rariores de 1763 a 1784 y Hortus nitidissimis omnem per annum superbiens floribus de 1750 a 1792 bajo la forma de 178 grabados coloreados a mano.
La publicación Hortus nitidissimis fue compleja y abarcó casi 40 años. Georg Dionysus Ehret (1710-1770) realizó las planchas sobre las plantas en colaboración con los ilustradores de Núremberg como Nikolaus Friedrich Eisenberger (1707-1771) y Johann Christoph Keller (1737-1795). Ehret trabajó en nombre del Dr. Trew. La publicación de esas planchas fueron perseguidas por el editor Johann Michael Seligmann (1720-1762) y luego por sus herederos.
El genial Carlos Linneo (1707-1778) había tapizado las paredes de su habitación con planchas tomadas de Plantae rariores. Y también formó parte de las obras de G.D. Ehret. Esas obras se encuentran entre las obras maestras de la ilustración botánica del siglo XVIII.

## Algunas publicaciones
1. Hortus nitidissimus …. 1750–1786
2. Plantae selectae … pinxit Georgius Dionysius Ehret …. 1750–1773, Supplement 1790
3. Plantae rariores …. 1763
4. Uitgezochte Planten …. 1771
5. Herbarium Blackwellianum …. 1757–1773
6. Tabvlae Osteologicae Sev Omnivm Corporis Hvmani Perfecti Ossivm Imagines Ad Dvctvm Natvrae Tam Sigillatim Quam In Ordinaria Connexione Secvndvm Habitvm Svvm Externvm Magnitvdine Natvrali. 40 cuadros. Nuremberg 1767

## Honores
En su honor, Linneo nombró al género Trewia L. 1753 -- Sp. Pl. 2: 1193 de la familia de las euforbiáceas.
- La abreviatura «Trew» se emplea para indicar a Christoph Jakob Trew como autoridad en la descripción y clasificación científica de los vegetales.[1]